# 北野祐秀
北野 祐秀（きたの ゆうしゅう、1930年（昭和5年）4月14日 - 2016年（平成28年）2月27日）は、大阪府出身のレスリング選手・レスリング指導者。

## 人物
旧制大阪市立中学校（現・大阪府立いちりつ高等学校）から慶應義塾大学へ進学し、1952年ヘルシンキオリンピックレスリング男子フリースタイルフライ級で出場して銀メダルを獲得した。その後、レスリング世界選手権（1954年・東京）、1954年アジア競技大会（フィリピン・マニラ）に出場していずれも銀メダルを獲得。
1960年ローマオリンピックではレスリング日本代表監督を務めた。また実業家として相撲茶屋初富を経営していた。
2016年2月27日、心筋梗塞により死去。85歳没。